# Lu Verne (Iowa)
Lu Verne – miasto w Stanach Zjednoczonych, w stanie Iowa, w hrabstwach Humboldt i Kossuth. Zgodnie ze spisem statystycznym z 2000 roku, miasto liczyło 299 mieszkańców.